# Khacha
Khacha é um filme de drama bengali de 2017 dirigido e escrito por Akram Khan e Hasan Azizul Haque. Foi selecionado como representante de seu país ao Oscar de melhor filme estrangeiro em 2018.

## Elenco
- Joya Ahsan - Sarojini
- Azad Abul Kalam - Ambujakkho